# Artikulace (lingvistika)
Artikulace je v oboru lingvistiky chápána jako vytváření hlásek pohyby mluvidel. Špatná artikulace může způsobit špatnou srozumitelnost řeči, protože se při ní mění kvalita i kvantita hlásek, zejména samohlásek.
Artikulační orgány se dělí na:
- aktivní (dolní a horní ret, dolní čelist, jazyk, měkké patro s čípkem, hlasivky) a
- pasivní (horní a dolní zuby, dáseň, tvrdé patro).